# Potschinok
Potschinok (russisch Починок) ist eine russische Kleinstadt mit 8776 Einwohnern (Stand 14. Oktober 2010) in der Oblast Smolensk. Sie ist Verwaltungszentrum des gleichnamigen Rajons der Oblast.

## Lage
Potschinok liegt gut 400 km westlich von Moskau am Rande des Smolensker Hügellandes, am Ufer des rechten Sosch-Nebenflusses Chmara. Die Entfernung zur nördlich gelegenen Gebietshauptstadt Smolensk beträgt rund 50 km, weitere benachbarte Städte sind Jelnja und Roslawl. Etwa 50 km südwestlich von Potschinok verläuft die Grenze zwischen Russland und Belarus.

## Geschichte
Potschinok wurde 1868 als Stationssiedlung an der neu verlegten Eisenbahnlinie Roslawl–Smolensk angelegt. Der Ortsname entstammt einem in dieser Gegend zuvor bestandenen kleinen Dorf, dessen Name im Smolensker Gebiet als Dorfname sehr weit verbreitet ist. Im altrussischen Sprachgebrauch bedeutet er so viel wie „neu gegründete Siedlung“.
Bis Ende des 19. Jahrhunderts entwickelte sich der Ort schnell zu einem Handelsumschlagsplatz für regionale landwirtschaftliche Erzeugnisse. 1924 wurde Potschinok Rajonzentrum, und zwei Jahre später erfolgte die Stadternennung. Von Juli 1941 bis September 1943 war die Stadt im Zweiten Weltkrieg unter Kontrolle der deutschen Wehrmacht. In Potschinok lebten zu der Zeit 280 Juden, das war weniger als 10 % der Bevölkerung. Die Juden, die nicht fliehen konnten, wurden in einem Gebäude ghettoisiert und am 21. April 1942 ermordet.

### Bevölkerungsentwicklung
| Jahr | Einwohner |
| ---- | --------- |
| 1939 | 03.182    |
| 1959 | 07.688    |
| 1970 | 09.632    |
| 1979 | 10.887    |
| 1989 | 10.753    |
| 2002 | 09.578    |
| 2010 | 08.776    |

Anmerkung: Volkszählungsdaten

## Wirtschaft
Die gegenwärtige Industrielandschaft der Stadt beschränkt sich weitgehend auf Betriebe, die mit der Landwirtschaft und der Verarbeitung deren Erzeugnisse in Verbindung stehen.

## Persönlichkeiten
- El Lissitzky (1890–1941), Maler, geboren in Potschinok
- Alexander Twardowski (1910–1971), Dichter, geboren nahe Potschinok